# Gestor administrativo
Un gestor administrativo es un profesional experto en derecho administrativo y actúa en general ante cualquier administración pública, en nombre de las personas físicas o jurídicas, permitiendo con ello la mayor fluidez y exactitud en el cumplimiento de las obligaciones o en el ejercicio de los derechos de las mismas, sin más limitación que las reservadas expresamente a otras profesiones y todo ello con la garantía de un comportamiento adecuado a unas normas expresas y una responsabilidad civil obligatoria.
Los gestores administrativos tienen que estar colegiados obligatoriamente y para acceder a la profesión deben superar un examen, siempre que ostenten previamente la titulación universitaria de Derecho, Economía o Ciencias políticas.

## Gestor Administrativo y Judicial
En Argentina: los Gestores Administrativos y Judiciales son profesionales que poseen incumbencias en toda la administración pública y privada de la Provincia de Buenos Aires y conforme a convenios firmados, en la administración pública y privada Nacional. Esta profesión esta regulada por la Ley 7193, 10318 y 11998 de la Provincia de Buenos Aires. 
Para el ejercicio profesional de Gestor Administrativo y Judicial es exigible una matriculación en un colegio profesional, entes con facultades delegadas por el estado para el gobierno de la matrícula y defensa de la profesión.
Es requisito para la  matriculación, haber obtenido la titulación de Técnico Superior en Gestoría , actualmente de 3 años de carrera (formación terciaria), acreditar buena conducta, estar libre de antecedentes penales, ser presentado por dos profesionales gestores que avalen su buena fe, pagar una fianza que respalde al cliente por el desempeño profesional del gestor.  
En la Provincia de Buenos Aires solo pueden ostentar el título de gestor administrativo y judicial quienes hayan cumplimentado estos requisitos, caso contrario puede ser pasible de sanciones jurídicas por ejercicio ilegal de la profesión y/o usurpación de títulos y honores. 
A menudo suele confundirse la figura del Mandatario Nacional del Automotor con la del Gestor Administrativo y Judicial, no obstante hay sustanciales diferencias, en principio de formación e incumbencias. La acepción Gestor se utiliza muchas veces por etimología de la palabra (El que gestiona), no obstante el Gestor goza de título Técnico, reconocimiento profesional, incumbencias amplias conferidas por Ley y regulaciones específicas. Quienes realicen las tareas profesionales del gestor administrativo y judicial, sin poseer matriculación comete ejercicio ilegal de la profesión de gestor. Asimismo la Ley prevé sanciones para los funcionarios públicos y judiciales que no realicen los controles para evitar el ejercicio ilegal. (Art. 59.º Ley 7193).  

## Mandatario Nacional del Automotor
El Mandatario Nacional del Automotor forma parte de un registro creado por la Dirección Nacional de los Registros de la Propiedad Automotor y créditos prendarios con el fin de la realización de trámites del automotor, su incumbencia se limita solamente a los registros de la propiedad del automotor. Recientemente a partir del año 2016 se reglamento la exigencia de título secundario para formar parte de dicho registro.  Requisitos para ser Mandatario nacional del Automotor:  ser mayor de edad o menor emancipado conforme las leyes de la Nación,  no estar comprendido dentro de las incompatibilidades contempladas en el artículo 3°.  Contar con clave única de identificación tributaría (C.U.l.T.) o código único de identificación laboral (C.U.l.L.), según se trate de trabajadores autónomos o en relación de dependencia.  Haber aprobado un examen de capacitación con las formalidades, condiciones y requisitos que establezca Dirección Nacional.

## Historia de la profesión en España
Esta profesión tiene una tradición de siglos, que se inicia en el siglo xv con los llamados solicitadores. Los solicitadores aparecen en los textos jurídicos, tales como la Pragmática de don Fernando y doña Isabel (Toledo, 1480). Su función era parecida a los «solicitor» del derecho británico. Los solicitadores, también llamados tinterillos, eran unos verdaderos sustitutos de los abogados en cualquiera de sus actividades. No tenían una educación jurídica formal, pero podían presumir de un conocimiento práctico del derecho y sus honorarios eran más modestos. A diferencia de los abogados de la época eran socialmente más cercanos a las clases medias y populares.
Siglos después, la profesión deviene en unos profesionales conocidos como agentes de negocios, desde el año 1847. 
La actividad de los gestores administrativos, tal y como se desarrolla en la actualidad, tiene sus inicios en el año 1933, mediante la aprobación y entrada en vigor del Decreto de 28 de noviembre de 1933 aprobatorio del reglamento, que impone la denominación de gestor administrativo, y regula con rigor su actuación y profesionalidad. Con el tiempo la profesión ha ido tomando relevancia y prestigio, sobre todo, gracias a normas que reconocen su función esencial en la simplificación burocrática de particulares y empresas. La Orden del Ministerio de Comercio de 17 de marzo de 1952, dicta las normas para la celebración de los exámenes de suficiencia para el ingreso en los Colegios de Gestores Administrativos. Un importante avance se logró a través de la Orden de 31 de enero de 1966, por la que se autoriza desde entonces a que puedan tramitar en los expedientes que intervengan sin necesidad de utilizar físicamente el DNI, sino tan sólo anotando el número y la fecha del citado Documento Nacional de Identidad. Ello llevó a la posibilidad de compulsa para los trámites de su despacho especialmente en asuntos de tráfico.  
Es en esta materia, en la que los gestores administrativos, en virtud de convenios con la Dirección General de Tráfico, se les ha atribuido la gestión de trámites, tales como:
- La expedición de autorizaciones provisionales de circulación —permiso de circulación provisional—, mientras se tramita el permiso definitivo, en virtud de la solicitud electrónica. atribuida al gestor.
- La expedición de justificantes profesionales, con firma digitalizada del gestor, para facilitar la circulación de vehículos que se estén matriculando o transfiriendo.
- La obtención electrónica de notas informativas sobre la situación del vehículo.

Una experiencia acumulada que permite al colectivo de gestores administrativos estar siempre en la punta de lanza de los avances producidos en las administraciones.

### Citas
1. ↑  «¿Qué es un gestor administrativo?». Colegio Oficial de Gestores Administrativos de Granada, Jaén y Almería. Consultado el 29 de agosto de 2017.
2. ↑  Gaceta de Madrid (333): 1324-1328. 29 de noviembre de 1933.